# ジミー・ジョンソン (ベーシスト)
ジミー・ジョンソン（Jimmy Johnson、1956年 - ）は、アメリカのベース奏者。
日本ではアラン・ホールズワースとの競演以外あまり有名ではないが、本国アメリカではカリフォルニア州を中心に幅広いジャンルで活動するセッション・ミュージシャンとして知られている。
プロとして活動を始めたのが1969年という長いキャリアを持ち、過去にはジェームス・テイラー、ケニー・ロギンス、ロッド・スチュアート、スタン・ゲッツ、リー・リトナー、アール・クルー、渡辺貞夫等、数多くの有名なアーティストと競演している。
1976年からアレンビック製の5弦ベースを使いはじめ現在も使用し続けており、世界的にも最もはやい時期に5弦ベースを使用しはじめたベーシストである。